# Lista najwyższych budynków w Lublinie
Lista najwyższych budynków w Lublinie – zestawienie najwyższych budynków w obrębie miasta Lublin według wysokości.

## Historia
Przed II wojną światową w Lublinie dominowała zabudowa niska. Do 1855 najwyższym budynkiem była Fara pw. św. Michała Archanioła o wysokości ok. 65 m. Od jej rozbiórki najwyższą budowlą jest Wieża Trynitarska mierząca 64 m. Najstarszym modernistycznym budynkiem wysokościowym w Lublinie jest rektorat UMCS oddany do użytku w sierpniu 1965 roku.
Mierzy on 62 m i posiada 17 kondygnacji naziemnych. Najwyższą konstrukcją w mieście jest natomiast komin elektrociepłowni Wrotków o wysokości 150 m.
Obecnie najwyższym budynkiem miasta jest apartamentowiec Metropolitan Park zlokalizowany w dzielnicy Rury nieopodal biurowej ulicy Tomasza Zana przeznaczonej na budowę wysokościowców. 

## Budynki ukończone
| Miejsce | Nazwa                               | Adres                         | Wysokość całkowita (m) | Liczba pięter | Ukończenie budowy |
| ------- | ----------------------------------- | ----------------------------- | ---------------------- | ------------- | ----------------- |
| 1.      | Metropolitan Park                   | ul. Pana Balcera 6            | 63 m                   | 19            | 2013              |
| 2.      | Rektorat UMCS                       | Pl. M. Curie-Skłodowskiej     | 62 m                   | 17            | 1965              |
| 3.      | LUK Apartamentowiec                 | ul. Kompozytorów Polskich 5   | 55 m                   | 15            | 2018              |
| 4.      | Unia Art Residence                  | Al. Racławickie 12            | 55 m                   | 15            | 2019              |
| 5.      | CZ Office Park budynek A            | ul. Nałęczowska 14            | 55 m                   | 14            | 2017              |
| 6.      | Gray Office Park                    | ul. Tomasza Zana 32a          | 55 m                   | 14            | 2011              |
| 7.      | Nord Park                           | ul. Tadeusza Szeligowskiego 6 | 55 m                   | 14            | 2014              |
| 8.      | Centrum Zana                        | ul. Tomasza Zana 39           | 55 m                   | 11            | 2005              |
| 9.      | Urząd Miasta Lublin                 | ul. Wieniawska 14             | 48 m                   | 13            | 1978              |
| 10.     | Urząd Wojewódzki w Lublinie         | ul. Lubomelska 1–3            | 48 m                   | 13            | 1992              |
| 11.     | Gmach KUL - Collegium Jana Pawła II | ul. H. Łopacińskiego 5        | 44,55 m                | 11            | 2000              |
| 12.     | Paganiniego 7                       | ul. Niccolo Paganiniego 7     | 44 m                   | 12            | 1982              |
| 13.     | Paganiniego 23                      | ul. Niccolo Paganiniego 23    | 40 m                   | 11            | 2018              |
| 14.     | Słoneczne Ogrody                    | Męczenników Majdanka          | 40 m                   | 12            | 2019              |
| 15.     | Pana Balcera 6b                     | ul. Pana Balcera 6b           | 40 m                   | 11            | 2018              |
| 16.     | Lubelskie Dwie Wieże                | al. Kompozytorów Polskich     | 40 m                   | 12            | 2019–2022         |
| 17.     | Centrum Spotkania Kultur            | pl. Teatralny 1               | 38 m                   | 7             | 2015              |
| 18.     | Nowe Śródmieście                    | ul, Obywatelska 1/4           | 35 m                   | 11            | 2015              |
| 19.     | Zeus Appartements                   | al. Spółdzielczości Pracy 36  | 40 m                   | 13            | 2024              |

## Budynki w budowie
| Miejsce | Wieżowiec                          | Lokalizacja        | Wysokość całkowita (m) | Liczba pięter | Lata budowy |
| ------- | ---------------------------------- | ------------------ | ---------------------- | ------------- | ----------- |
| 1       | Centrum Zana Office Park budynek B | ul. Nałęczowska 14 | 70 m                   | 19            | od 2026     |
| 2       | Morwowa Tower                      | ul. Morwowa 3      | 55 m                   | 18            | 2023-2025   |

## Budynki planowane
Planowana jest budowa bliźniaczych apartamentowców Lubelskie Dwie Wieże o wysokości 12 pięter. W 2012 roku miała rozpocząć się budowa budynku Transhurtu jako hotel lub akademik o wysokości 68 m i 19 piętrach projekt jednak został zawieszony ze względu na miejscowy plan zagospodarowania przestrzennego. W 2019 roku ostatecznie ustalono jego maksymalną wysokość na 40 m i 13–14 pięter.